# Marcelo Jorge Fuentes
Marcelo Jorge Fuentes (La Plata, Buenos Aires, Argentina; 6 de octubre de 1948) es un abogado y político argentino del Partido Justicialista. Entre 2007 y 2019 fue senador de la Nación por la provincia de Neuquén y Jefe del bloque del Frente para la Victoria-PJ que integró junto con la expresidenta Cristina Fernández de Kirchner.
Anteriormente fue miembro del Consejo de la Magistratura de la Nación Argentina durante dos periodos consecutivos.

## Biografía
Marcelo Jorge Fuentes nació el 6 de octubre de 1948 en la ciudad de La Plata, provincia de Buenos Aires. Cursó la carrera de Derecho en la Facultad de Ciencias Jurídicas y Sociales (UNLP) de la Universidad Nacional de La Plata, donde obtuvo su título de abogado en 1973. 
Durante su época de estudiante fue secretario general de la Federación Universitaria de la Revolución Nacional (FURN), que por aquel entonces era el brazo universitario de la Juventud Peronista (JP) donde conoció a quien luego sería presidente de la nación Argentina Néstor Kirchner. Es recordado de aquellas épocas de estudiante  como un orador empedernido, dispuesto a presentar la batalla dialéctica hasta en las condiciones más adversas. 
Producto del Golpe de Estado en Argentina de 1976 abandonó la militancia política y se radicó en la provincia de Neuquén, donde ejerció su profesión de abogado hasta el año 2003.

### Actividad privada
Fue representante legal de la Federación de Trabajadores Rurales, hasta 1978. Fue abogado de la Asociación del Personal de la Universidad Nacional del Comahue (1984-1999). Fue apoderado y Asesor legal de la Unión Obrera de la Construcción de la República Argentina (UOCRA). También ocupó la vicepresidencia del Colegio de Abogados y Procuradores de Neuquén (1987-1990) y fue delegado del Colegio de Abogados ante la Federación Argentina del Colegio de Abogados (FACA) (1988/1990).

### Docencia y gestión universitaria
Fue Secretario Universitario de Asuntos Estudiantiles en la Universidad Nacional del Sur (1973) y docente Universitario con dedicación exclusiva en el Centro de Estudios Transferencia y Capacitación (C.E.T.C.A) de la Secretaría de Extensión Universitaria de la Universidad Nacional del Comahue (1974), también fue profesor de Introducción al Derecho, Derecho Procesal y Penal y Derecho Constitucional en la Escuela Superior de Policía de la provincia del Neuquén. Más adelante también se desempeñó como Profesor de Introducción al Derecho en el Centro Provincial de Enseñanza Media N.º 15 (1987) y como Profesor de Instrucción Cívica también en el Centro provincial de Enseñanza Media N.º 15 (1987).

## Funciones en la cancillería argentina (2003-2007)
Entre los años 2003 y 2007 fue nombrado por el presidente de la nación Néstor Kirchner, Subsecretario de Relaciones Institucionales, con rango de Embajador, en el Ministerio de Relaciones Exteriores Comercio Internacional y Culto y también en el mismo periodo se desempeñó como Coordinador Nacional del Foro Consultivo de Municipios, Estados Federados, Provincias y Departamentos del MERCOSUR entre 2005 y 2007.

## Actividad parlamentaria
En 2007 fue elegido Senador Nacional del Frente para la Victoria por la provincia de Neuquén con renovación de mandato en 2013 hasta 2019.
En la Cámara de Senadores se ha desempeñado como presidente de las Comisiones de Asuntos Constitucionales, y de la Bicameral Permanente de fiscalización de los Organismos y Actividades de Inteligencia, además de ser vocal de las comisiones de Justicia y Derecho Penal, de Relaciones Exteriores y Culto, de Sistemas, Medios de Comunicación y Libertad de Expresión, entre otras.
Actualmente integra las comisiones de Seguridad Interior y Narcotráfico, Derechos y Garantías y  Ambiente y Desarrollo Sustentable.
Fue presidente de la Comisión Bicameral de análisis de la reforma de los códigos Civil y Comercial que se planteó ente otras cosas la  reforma, actualización y unificación de ambos códigos.
Presentó proyectos de ley relacionados con el derecho penal y constitucional, servicios de comunicación audiovisual y los servicios de inteligencia.  
Paralelamente, fue nombrado miembro del Consejo de la Magistratura, por el período 2007-2011, para ser reelecto por el período 2011-2015. En su esfera fue vicepresidente de la Comisión de Acusación y Disciplina y presidente de las Comisiones de Reglamentación y de Administración y Financiera.
El 8 de agosto de 2018, votó a favor del proyecto de ley de interrupción voluntaria del embarazo.

### Jefe de bloque del Frente para la Victoria - PJ en el Senado
Después de la fractura del bloque Frente para la Victoria provocada por el senador Miguel Ángel Pichetto, el kirchnerismo inscribió formalmente su bloque de senadores en la Cámara alta con el nombre Frente para la Victoria-PJ. Tiene nueve integrantes, ocho de ellas mujeres, incluida la expresidenta Cristina Fernández de Kirchner, y es presidido por Fuentes, de larga trayectoria en el peronismo y de buen diálogo con los distintos sectores de la oposición.
Tras concluir su mandato como senador nacional, Fuentes fue designado para encabezar la estratégica Secretaría Parlamentaria del Senado en el marco de la negociación de cargos que permitió la unidad sin fisuras del Frente de Todos en la Cámara de Senadores.